# Colegio Nacional Simón Bolívar
El Colegio Nacional Simón Bolívar de Oruro es una de las instituciones educativas más antiguas de Bolivia. Fundado en 1826, tan solo un año después de la creación de la República, este colegio ha sido una institución que ininterrumpidamente ha sido parte de la formación de generaciones de orureños y bolivianos, reconocido por su trayectoria en la formación académica y su participación en la vida cultural del país. Su edificio, de estilo neoclásico, ha sido reconocido como patrimonio arquitectónico de la ciudad de Oruro..

## Fundación y contexto histórico
El Colegio fue creado mediante Decreto Supremo el 28 de octubre de 1826 por disposición del Mariscal Antonio José de Sucre, bajo el nombre de Colegio de Artes y Ciencias. Poco después, el 13 de junio de 1827, se le otorgó el nombre de Colegio Nacional Simón Bolívar, en homenaje al Libertador, fijándose oficialmente el 24 de julio como su fecha aniversario para que coincida con su natalicio. Su fundación respondió a los ideales republicanos de la nueva nación boliviana, que buscaba cimentar una educación laica y moderna como base del desarrollo del país.

## Evolución institucional
Desde su fundación, el colegio atravesó múltiples traslados hasta que, en 1918, se construyó el edificio que ocupa actualmente. En 1919, los estudiantes comenzaron a ocupar sus nuevas aulas, compartiendo inicialmente el espacio con la Escuela de Derecho de la Universidad San Agustín, que funcionaba por las noches.
A lo largo de su historia, el colegio ha ampliado sus niveles educativos y desarrollado actividades formativas en diversas áreas. En el año 2018 se fundó el Museo Histórico del Colegio Nacional Simón Bolívar, que preserva objetos históricos, documentos, fotografías y reconocimientos relacionados con su trayectoria institucional

## Aporte académico y cultural
Entre sus exalumnos se encuentran figuras relevantes de la historia política y académica de Bolivia. Entre sus exalumnos figuran expresidentes como Víctor Paz Estenssoro y Walter Guevara Arce, así como reconocidos intelectuales, juristas y educadores como Pantaleón Dalence, Donato Vásquez, Jorge Oblitas, Ignacio León y Antonio José de Sainz.
Durante la Guerra del Chaco (1932–1935), todos los estudiantes del último año del colegio fueron reclutados y enviados al frente, sin que ninguno regresara.
Además, el colegio promueve actividades culturales, como la Exposición de Fotografías Históricas, organizada por el Centro Cultural conformado por exalumnos de la Promoción 1984 y la dirección del colegio. Esta exposición, que incluye imágenes desde 1864 hasta la actualidad, es un homenaje visual a la memoria institucional.

## Patrimonio e infraestructura
El edificio que actualmente alberga al colegio fue edificado sobre el antiguo Convento de San Francisco, cuya presencia se remonta a 1607. Este convento, con su iglesia dedicada a la Virgen de Guadalupe, fue uno de los primeros asentamientos religiosos de la Villa de San Felipe de Austria (hoy Oruro), y sirvió como refugio durante los levantamientos indígenas de 1781 y la Guerra de la Independencia.
En 1906 se definió la construcción del actual inmueble para el colegio, que se terminó en 1918. Su arquitectura neoclásica fue declarado Patrimonio Arquitectónico Municipal en 2001 y posteriormente reconocido como Bien Cultural Protegido por la Unesco, recibiendo el emblema azul en un acto oficial realizado en 2025. Pese a intervenciones en su parte posterior, la fachada original se conserva intacta, y es reconocida como una edificación representativa de la arquitectura neoclásica en Bolivia.